# Crni oksid
Crni oksid (eng.black oxide) vrsta je konverzione prevlake za željezne slitine. Koristi se kao vrlo blaga antikoroziona prevlaka,te za smanjivanje svjetlosne refleksije. Kako bi poboljšali antikorozivna svojstva objekte se još prevlači voštanim ili uljnim premazima. Dodatna je prednost i minimalan utjecaj na dimenzije objekta.Najviše se koristi na oružju,te raznim alatima.
Kao vid završne obrade može se izvoditi i na drugim metalima,poput primjerice,bakra i njegovih slitina,cinka i nehrđajućeg čelika.

## Povijest
Najraniji patenti za zaštitu vrućeg postupka javljaju se oko 1915 - 1918. godine(DRP 292603,DRP 357198).Prvo spominjanje hladnog postupka na  bazi selena 1904.

### Vrući postupci
Vruća se kupka sastoji od vodene otopine natrijeve lužine te nitrata i nitrita zagrijane do točke vrenja(135 - 150 C) te se pomoću njih na površini predmeta stvara vrlo tanak sloj magnetita (Fe3O4). Tijekom uporabe treba periodički dolijevati vodu kako bi se nadoknadio gubitak iste zbog isparavanja,no uz primjeren oprez ,kako ne bi došlo do prskanja otopine po radnom prostoru.Postoje i varijante za nehrđajuće čelike.
Udovoljava američkim vojnim specifikacijama MIL-DTL-13924.[nedostaje izvor]

#### Sastav kupke za vrući crni oksid
Natrij hidroksid 750 gr
Natrij nitrat 250 gr
Voda 1 lit
136-143 C,do 30 minuta

### Postupci koji se izvode na srednjoj temperaturi
Kao i vrući postupci,i ovi postupci konvertiraju površinski sloj čeličnog objekta u magnetit (Fe3O4). No za razliku od prethodnih radna je temperatura ovih postupaka ispod točke vrenja korištene otopine,te stoga nema razvijanja kaustičnih isparenja.
Jednako kao i vrući postupak i ovaj udovoljava američkim vojnim specifikacijama MIL-DTL-13924, te AMS 2485.

### Hladni postupci
Koriste se pri sobnoj temperaturi,no ne stvara se površinski sloj magnetita,već sloj spojeva selena.Boja je prevlake identična crnom oksidu,no otpornost na habanje je znatno niža.U kombinaciji sa slojem ulja,voska ili laka ima istu otpornost na koroziju kao i prethodnim postupcima dobivene prevlake.Najčešće se koristi na alatima,te u arhitekturi. Postoje i varijante za nehrđajuće čelike.

#### Sastav kupke
Selenova kiselina 6 gr
Bakar sulfat 10 gr
Dušična kiselina 4-6 mll
Voda 1 lit

## Vanjske poveznice
- Coating, Oxide, Black, for Ferrous Metals (MIL-DTL-13924D) ( http://everyspec.com/MIL-SPECS/MIL-SPECS-MIL-DTL/MIL-DTL-13924D_55829/ )
- Phosphate and black oxide coating of ferrous metals (MIL-HDBK-205A) ( https://archive.org/details/us-mil-ferrous-manuals  )